# TN J0924-2201
TN J0924-2201は、うみへび座の方向にある電波銀河である。

## 概要
TN J0924-2201は、発見されている中で最も遠くにある電波銀河である。地球からの距離は263億3000万光年あるが、空間の膨張を考慮しない見かけの距離は125億9000万光年である。したがって125億9000万年前の天体であり、宇宙誕生からおよそ11億年後にある電波銀河である。TN J0924-2201は発見当時最も遠い銀河であった。
TN J0924-2201の電波のエネルギー源は、中心にある超大質量ブラックホールであると考えられている。明るさははくちょう座X-1の30倍明るいが、あまりにも遠い距離にあるため、可視光の視等級は25.85等級である。

## 観測
2011年、愛媛大学と京都大学の研究者を中心とする研究チームは、すばる望遠鏡の微光天体分光撮像装置「FOCAS」を用いた可視分光観測によって、TN J0924-2201の輝線から、かなり豊富な量の炭素を発見した。TN J0924-2201からの輝線は、水素とヘリウム以外はとても弱く、これほど遠くの天体から水素とヘリウム以外の輝線を発見したのは世界初である。これまで調べられていたのは、赤方偏移がz=3、すなわち115億年の電波銀河までであり、元素に関する調査年代が11億年さかのぼったことになる。今回の観測とシミュレーションの結果を比較した結果、銀河の進化の中でゆっくりと増加してきたと考えられていた炭素は、宇宙誕生から11億年という短い時間で、{\displaystyle C/O>-0.5}という大量の炭素が生成される事がわかった。